# Leonardo Fea
Leonardo Fea (Torino, 24 luglio 1852 – Torino, 27 aprile 1903) è stato un pittore, zoologo, esploratore e naturalista italiano.

## Biografia
Leonardo Fea proveniva da una famiglia di artisti, dato che il padre Paolo e soprattutto il nonno Pietro erano pittori rinomati, mentre lo zio Leonardo si distinse come letterato.
Nel 1872 venne assunto come disegnatore e conservatore nell'area delle raccolte entomologiche presso il Museo civico di storia naturale di Genova, fondato nel 1867 da Giacomo Doria.
Fece molti viaggi all'estero per acquisire nuovi esemplari da esporre arrivando anche in Birmania (1885) e nelle isole Capo Verde (1898). Fea passò quattro anni in Birmania, accumulando grandi collezioni di insetti e uccelli. Poi l'esploratore organizzò una spedizione in Malaysia, ma il suo debole stato di salute rese necessaria la scelta di una meta con un clima più secco, da qui la visita all'arcipelago della Macaronesia. Fu deluso dalla quantità di animali selvaggi che trovò nell'arcipelago, ma riuscì ugualmente a collezionare quarantasette specie di uccelli, undici delle quali nuove per le isole. Fra questi c'era una nuova Procellaria, chiamata dal suo amico Tommaso Salvadori nel 1899 Procellaria di Fea. Anche alcune specie birmane furono chiamate col nome di Fea, come il Muntjac di Fea (Tommaso e Giacomo Doria 1889), la Vipera di Fea (Boulenger 1888), lo Scoiattolo di Fea (Thomas 1891) e il Tordo di Fea (Salvadori 1887).